# Lycodes ygreknotatus
Lycodes ygreknotatus är en fiskart som beskrevs av Schmidt, 1950. Lycodes ygreknotatus ingår i släktet Lycodes och familjen tånglakefiskar. Inga underarter finns listade i Catalogue of Life.